# Bematistes excisa
Bematistes excisa är en fjärilsart som beskrevs av Butler 1874. Bematistes excisa ingår i släktet Bematistes och familjen praktfjärilar. Inga underarter finns listade i Catalogue of Life.